# Lise Beaulieu
Lise Beaulieu est une monteuse française.

## Filmographie partielle
- 1968 : Les Deux Marseillaises de Jean-Louis Comolli et André S. Labarthe
- 1992 : Les Nuits fauves de Cyril Collard
- 1992 : Pigalle de Karim Dridi
- 1995 : Bye-bye de Karim Dridi
- 1998 : Méditerranées de Philippe Bérenger
- 1998 : Hors jeu de Karim Dridi
- 2000 : Cuba feliz de Karim Dridi
- 2001 : Reines d'un jour de Marion Vernoux
- 2001 : Dieu est grand, je suis toute petite de Pascale Bailly
- 2002 : Royal Bonbon de Charles Najman
- 2004 : Un petit jeu sans conséquence de Bernard Rapp
- 2008 : Khamsa de Karim Dridi
- 2009 : Le Dernier Vol de Karim Dridi
- 2012 : Paradis perdu d'Ève Deboise
- 2015 : Pitchipoï de Charles Najman
- 2024 : Le Molière imaginaire d'Olivier Py

## Récompenses
- 1993 : César du meilleur montage pour Les Nuits fauves de Cyril Collard